# John Baptist Purcell
John Baptist Purcell (ur. 26 lutego 1800 w Mallow w Irlandii, zm. 4 lipca 1883 w hrabstwie Brown) – amerykański duchowny katolicki, biskup, a następnie arcybiskup Cincinnati (1833–1883).

## Życiorys

### Młodość i kapłaństwo
Urodził się w pobożnej rodzinie Edwarda i Johanny. Od najmłodszych lat przejawiał talent do nauki. Gdy w wieku osiemnastu lat nie było możliwości, by został przyjęty na irlandzkie uczelnie, wyemigrował do USA i tam w Asbury College w Baltimore dokończył swą edukację. Przez rok dawał, jako guwerner, lekcje dzieciom prominentnych mieszkańców miasta. Jednak jego największym pragnieniem było zostać księdzem. Do seminarium duchownego wstąpił w roku 1820. Z powodu zdobytej do tej pory wiedzy i talentu, był jednym z wyróżniających się kleryków. W marcu 1824 wyruszył wraz ze swym profesorem ks. Simonem Bruté (późniejszym biskupem Vincennes) do Europy, by tam ukończyć studia w Seminarium Sulpicjańskim w Issy i Paryżu. Święcenia kapłańskie otrzymał 26 maja 1826 w katedrze paryskiej z rąk miejscowego arcybiskupa. Wraz z nim wyświęconych zostało trzystu innych duchownych. Kontynuował studia do jesieni 1827 roku, po czym wrócił na kontynent amerykański i został wykładowcą na swej Alma Mater w Baltimore. 

### Ordynariusz Cincinnati
8 marca 1833 otrzymał nominację na ordynariusza Cincinnati w Ohio, jako następca świątobliwego biskupa Edwarda Fenwicka OP. Sakrę otrzymał w metropolitalnej katedrze baltimorskiej z rąk abpa Jamesa Whifielda. Tego samego dnia została otwarta sesja trzeciego Synodu Prowincjonalnego w Baltimore (zgromadzenie biskupów metropolii Baltimore). Do miejsca swego przeznaczenia dotarł parowcem w listopadzie 1833 roku. Skromny ingres do katedry na Sycamore Street odbył się w obecności biskupów Bardstown i Detroit z towarzyszeniem kilku księży. Kanonicznej instalacji dokonał biskup Benedict Joseph Flaget.

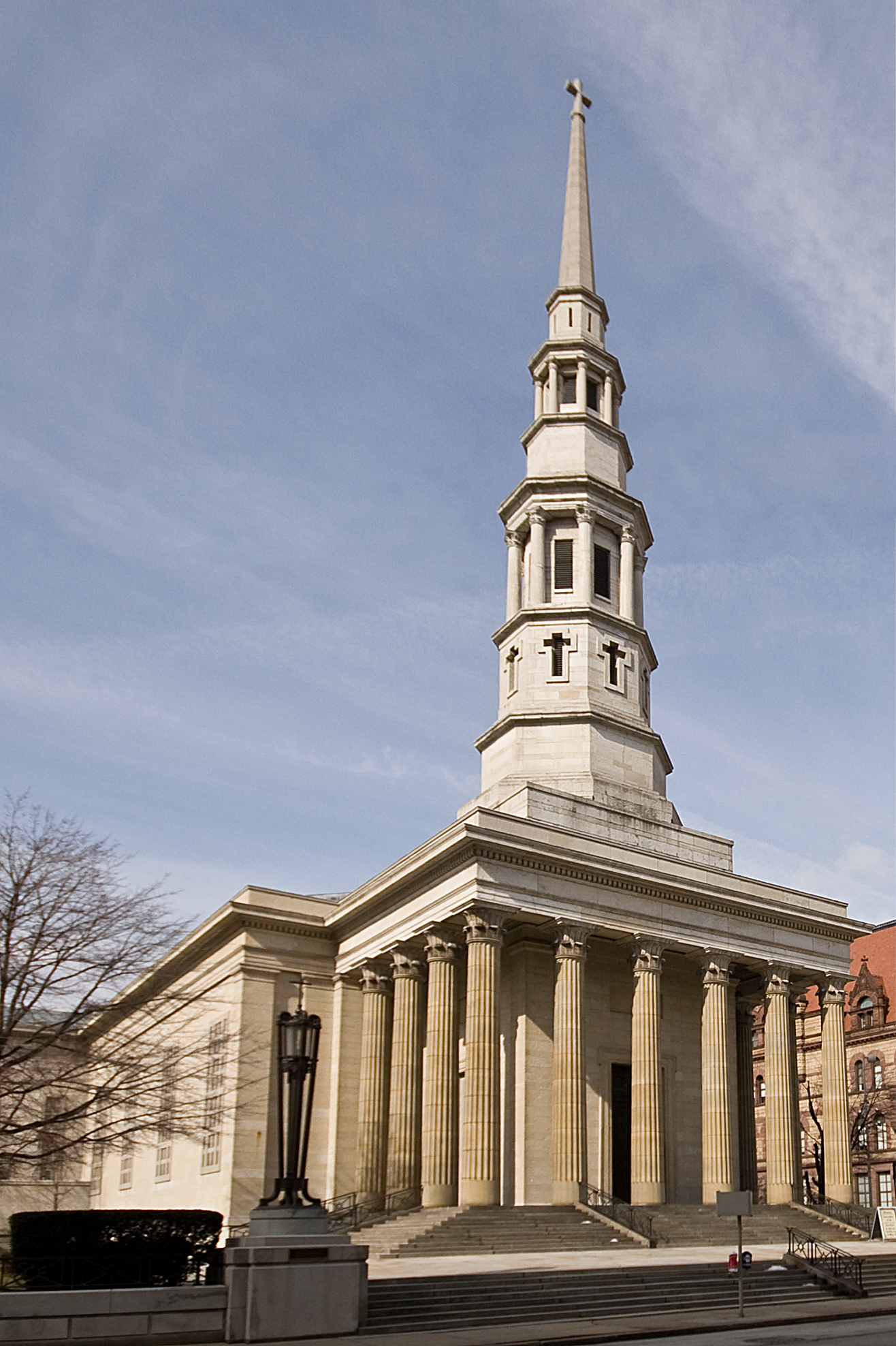
Katedra w Cincinnati

Ówczesna katedra diecezjalna była jedynym katolickim kościołem w mieście. Terytorialnie diecezja obejmowała cały stan Ohio. Impuls do rozwoju katolicyzmu w Ohio dała debata bpa Purcella z przeciwnikami Kościoła (1837), która wywarła duże wrażenie w mieście z powodu błyskotliwości młodego biskupa. W 1851 doprowadził do otwarcia nowego seminarium duchownego kształcącego księży dla całego środkowego zachodu kraju. Fala migracji (szczególnie z Niemiec i Irlandii) dostarczała młodemu biskupowi trudności, gdyż większość nowo przybyłej ludności była katolikami, istniała więc potrzeba zapewnienia opieki duchowej. Dzięki wizycie bpa Purcella w Europie do jego diecezji napłynęło wielu nowych kapłanów szukających lepszego losu w Nowym Świcie. W ciągu kilkunastu lat przybyło do Cincinnati wiele zakonników i zakonnic, które otwierały w diecezji swe klasztory. Gwałtowny wzrost liczby wiernych (50 tys. w końcu lat 40.) sprawił iż powstały w Ohio nowe diecezje: Cleveland (1847) i Columbus (1868). Rozwój administracji Kościoła w środkowo-zachodniej części USA spowodowało podniesienie diecezji Cincinnati do rangi metropolii w 1850 roku (sufraganiami zostały diecezje Cleveland, Detroit, Indianapolis i Louisville).
Abp Purcell paliusz odebrał osobiście z rąk papieża Piusa IX, który uczynił go jednocześnie Asystentem Tronu Papieskiego. Jego zdolności mediacyjne uspokoiły nastroje antykatolickie w Cincinnati (ruch polityczny Nic Niewiedzących). W roku 1853 tłum o mały włos nie spalił miejscowej katedry, ale wezwanie przez Purcella do rozwagi i wyrozumiałości ostudziło nastroje i zapobiegło rozlewowi krwi.
Podczas wojny domowej dał się poznać jako patriota i nie bał się zabierać głosu. Brał udział w Soborze watykańskim I, gdzie był w grupie przeciwników dogmatu o nieomylności papieskiej (ostatecznie poparł go w duchu posłuszeństwa). W 1876 hucznie obchodzono jego złoty jubileusz kapłaństwa, podczas którego uznanie dla niego okazywali również niekatolicy, cieszył się bowiem powszechnym szacunkiem. Nazywano go nawet "patriarchą Zachodu". W momencie śmierci, po pięćdziesięciu latach owocnej pracy, w stanie Ohio było 400 kościołów i 100 kaplic (w samym Cincinnati było ich 30), 450 tys. wiernych (85 tys. w Cincinnati), 400. duchownych, 52 wspólnoty, 3 seminaria, 3 uczelnie i 266 szkół parafialnych. Archidiecezja Cincinnati posiadała 180 tys. wiernych. Zmarł w klasztorze Sióstr Urszulanek w hrabstwie Brown.